# 加爾巴科伊拉
加爾巴科伊拉（法語：Garbakoïra），是馬里的城鎮，位於該國中部，由通布圖區的迪雷省負責管轄，面積198平方公里，海拔高度254米，2009年人口4,011，人口密度每平方公里20人。